# Estádio Padre Avelino Marques Peres Filipe
O Complexo Desportivo de Marinhas é um estádio de futebol localizado na freguesia de Marinhas, Esposende, e é atualmente propriedade do Futebol Clube de Marinhas. Foi inaugurado em 2002 e tem uma capacidade para 900 espetadores.